# Correspondance
Pour les articles homonymes, voir Correspondance (homonymie).
 (septembre 2024).
Si vous disposez d'ouvrages ou d'articles de référence ou si vous connaissez des sites web de qualité traitant du thème abordé ici, merci de compléter l'article en donnant les références utiles à sa vérifiabilité et en les liant à la section « Notes et références ».

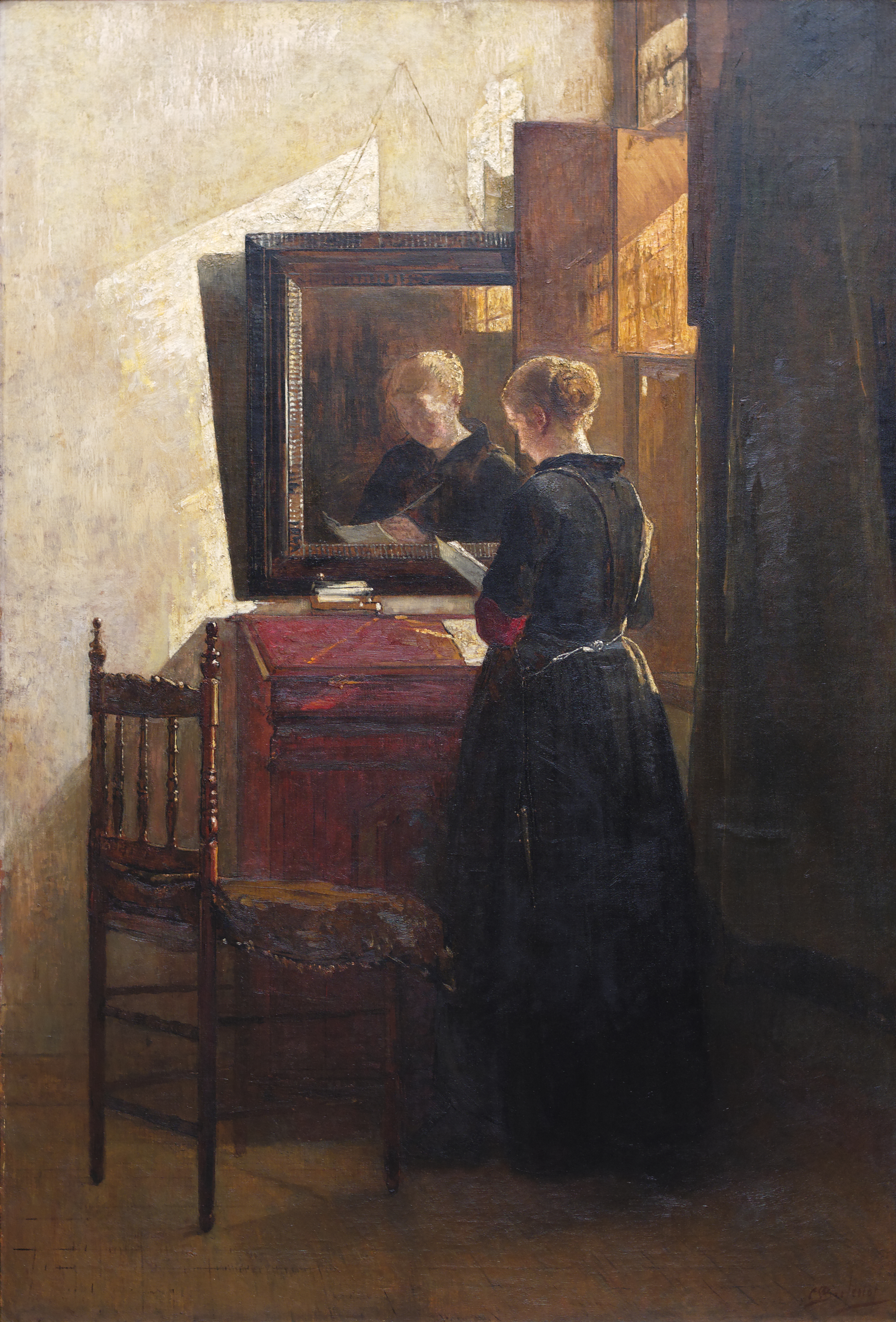
Soleil dans la maison et au cœur, Christoffel Bisschop.

Érasme, par Hans Holbein le Jeune.

La correspondance (langage courant) est un échange de courrier généralement prolongé sur une longue période. Les correspondances de personnalités publiques, auteurs, artistes, apportent une lumière nouvelle, sous le prisme de l'intimité, à des œuvres déjà bien connues.
La correspondance peut aussi devenir le support d'une œuvre épistolaire, c'est-à-dire un échange régulier de messages dont le contenu a une valeur littéraire avérée (si les lettres sont fictives, on parlera de roman épistolaire). Cet aspect de la littérature s'est particulièrement affirmé à partir du XXe siècle, en concomitance avec le développement de la sociologie de l'art. Toutefois, certaines correspondances antérieures à cette période ont également connu une « reconnaissance » en leur temps, comme celles d'Érasme ou de René Descartes.
La correspondance est aussi un support affectif, pour les correspondants de guerre qui écrivaient à leur marraine de guerre pendant la Première Guerre mondiale. Avec le temps, ces lettres sont devenues une précieuse source d'informations sur la façon dont le conflit était perçu par les poilus.